# Généralité de Bourgogne
1542–1790
(483 ans)
Entités précédentes :
- Création

Entités suivantes :
- Côte-d'Or
- Saône-et-Loire
- Ain
- Yonne

La généralité de Bourgogne est une circonscription administrative de Bourgogne créée en 1542. Sa ville principale, Dijon, fut siège d'une des dix-sept recettes générales créées par Henri II et confiées à des trésoriers généraux (Édit donné à Blois en janvier 1551). Elle sert de circonscription aux intendants de Bourgogne et au Bureau des finances de Bourgogne.
Elle se composait de dix-neuf bailliages, deux élections et trente-quatre subdélégations (intendance).

## Liste des subdivisions de la généralité de Bourgogne
La généralité était une circonscription administrative supérieure, subdivisée en circonscriptions inférieures de toute nature.
Cette liste est exhaustive, et l'appellation exactes de certaines subdivisons reste à confirmer

### Bailliages
Même si les bailliages sont du ressort des Parlements (de Bourgogne ou de Paris), les bailliages servent de subdivisions majeurs dans le cadre de la Généralité de Bourgogne (Organisation des élections aux États Généraux, etc.)

### Subdélégations
- Subdélégation d'Arnay-le-Duc
- Subdélégation d'Autun
- Subdélégation d'Auxerre
- Subdélégation d'Auxonne
- Subdélégation d'Avallon
- Subdélégation de Bar-sur-Seine
- Subdélégation de Beaune
- Subdélégation de Belley
- Subdélégation de Bourbon-Lancy
- Subdélégation de Bourg
- Subdélégation de Chalon-sur-Saône
- Subdélégation de Charolles
- Subdélégation de Châtillon-sur-Seine
- Subdélégation de Cluny
- Subdélégation de Dijon
- Subdélégation de Fayl-Billot
- Subdélégation de Flavigny
- Subdélégation de Gex
- Subdélégation de Is-sur-Tille
- Subdélégation de Louhans
- Subdélégation de Mâcon
- Subdélégation de Montbard
- Subdélégation de Montcenis
- Subdélégation de Nantua, depuis 1777
- Subdélégation de Noyers
- Subdélégation de Nuits
- Subdélégation de Saint-Jean-de-Losne
- Subdélégation de Saulieu
- Subdélégation de Semur-en-Auxois
- Subdélégation de Semur-en-Brionnais
- Subdélégation de Seurre
- Subdélégation de Tournus
- Subdélégation de Trévoux, depuis 1781

L'Intendance de Dombes, à Trévoux, créée en 1762 fut supprimé en 1781 et remplacée par la subdélégation de Trévoux, rattaché à l'Intendant de Bourgogne.
- Subdélégation de Vitteaux

### Élections
- Élection de Belley, pour le Bugey et le Pays de Gex
- Élection de Bresse, à Bourg-en-Bresse

### États particuliers
Liste des États particuliers subsistant à la veille de la révolution :
- États de Bresse
- États du Bugey
- États de Gex
- États du Mâconnais